# Paradela (Corgo)
Paradela (llamada oficialmente San Fiz de Paradela) es una parroquia y una aldea española del municipio de Corgo, en la provincia de Lugo, Galicia.

## Otras denominaciones
La parroquia también es conocida por los nombres de San Pedro de Paradela y San Pedro Fiz de Paradela.

## Organización territorial
La parroquia está formada por siete entidades de población, constando seis de ellas en el anexo del decreto en el que se aprobó la actual denominación oficial de las entidades de población de la provincia de Lugo:

### Entidades de población
Entidades de población que forman parte de la parroquia:
- Chamoso
- Paradela
- O Placer
- Pousada
- Sanfiz (San Fiz)
- Vilanova

### Despoblado
Despoblado que forma parte de la parroquia:
- Uzal

## Demografía

### Parroquia
| Gráfica de evolución demográfica de Paradela (parroquia) entre 2000 y 2023 |
|                                                                            |
| Datos según el nomenclátor publicado por el INE.                           |

### Aldea
| Gráfica de evolución demográfica de Paradela (aldea) entre 2000 y 2023 |
|                                                                        |
| Datos según el nomenclátor publicado por el INE.                       |